# Ананас (Бразилия)

Ананас на карте штата.

Ананас (порт. Ananás) — муниципалитет в Бразилии, входит в штат Токантинс. Составная часть мезорегиона Западный Токантинс. Входит в экономико-статистический микрорегион Бику-ду-Папагаю. Население составляет  9 865 человек на 2010 год. Занимает площадь 1 576,973 км². Плотность населения — 6,26 чел./км².

## Демография
Согласно сведениям, собранным в ходе переписи 2010 г. Национальным институтом географии и статистики (IBGE), население муниципалитета составляет:
| Полное население                               | Полное население                               | Полное население                               | Полное население                               | 9 865 |
| ---------------------------------------------- | ---------------------------------------------- | ---------------------------------------------- | ---------------------------------------------- | ----- |
| в том числе:                                   | Городское население                            | 8 144                                          | Процент городского населения, %                | 82,55 |
|                                                | Сельское население                             | 1 721                                          | Процент сельского населения, %                 | 17,45 |
|                                                | Мужское население                              | 4 981                                          | Процент мужского населения, %                  | 50,49 |
|                                                | Женское население                              | 4 884                                          | Процент женского населения, %                  | 49,51 |
| Плотность населения, чел/км²                   | Плотность населения, чел/км²                   | Плотность населения, чел/км²                   | Плотность населения, чел/км²                   | 6,26  |
| Население муниципалитета в % к населению штата | Население муниципалитета в % к населению штата | Население муниципалитета в % к населению штата | Население муниципалитета в % к населению штата | 0,71  |

По данным оценки 2016 года население муниципалитета составляет 9 848 жителей.

## Статистика
- Валовой внутренний продукт на 2003 составляет 20.837.723,00 реалов (данные: Бразильский институт географии и статистики).
- Валовой внутренний продукт на душу населения на 2003 составляет 1.827,55 реалов (данные: Бразильский институт географии и статистики).
- Индекс развития человеческого потенциала на 2000 составляет 0,667 (данные: Программа развития ООН).

## Важнейшие населенные пункты
| № | Населённый пункт        | Населённый пункт (порт.) | Категория | Население чел. (2010) | На карте                       |
| - | ----------------------- | ------------------------ | --------- | --------------------- | ------------------------------ |
| 1 | Ананас                  | Ananás                   | город     | 8 144                 | 6°22′04″ ю. ш. 48°04′27″ з. д. |
| 2 | Сан-Жуан                | São João                 | поселок   | 405                   | 6°18′08″ ю. ш. 48°17′38″ з. д. |
| 3 | Сан-Раймунду-дус-Поркус | São Raimundo dos Porcos  | поселок   | 314                   | 6°24′15″ ю. ш. 48°05′45″ з. д. |